# Francisco José de Oliveira (político catarinense)
Francisco José de Oliveira (Desterro, 4 de dezembro de 1808 — Desterro, 29 de junho de 1877) foi um militar, advogado provisionado e político brasileiro.
Filho de José de Oliveira Pais Leme e de Felizarda Maria de Oliveira Ramos.
Foi deputado à Assembleia Legislativa Provincial de Santa Catarina na 4ª legislatura (1842 — 1843), na 5ª legislatura (1844 — 1845), na 6ª legislatura (1846 — 1847), na 9ª legislatura (1852 — 1853), como suplente covocado, 10ª legislatura (1854 — 1855), na 11ª legislatura (1856 — 1857), na 12ª legislatura (1858 — 1859), na 13ª legislatura (1860 — 1861), na 15ª legislatura (1864 — 1865), e na 16ª legislatura (1866 — 1867), como suplente convocado.
Foi vice-presidente da província de Santa Catarina, nomeado por carta imperial de 8 de março de 1863, tendo assumido a presidência interinamente por quatro vezes, de 19 de dezembro de 1863 a 26 de abril de 1864, de 24 de abril a 16 de agosto de 1865, de 11 de junho a 9 de outubro de 1867 e de 23 de maio a 4 de agosto de 1868.
Foi oficial da Imperial Ordem da Rosa.